# قروند (آق‌دام)
قروند (به لاتین: Qərvənd) یک منطقه مسکونی در جمهوری آذربایجان است که در شهرستان آق‌دام واقع شده است. قروند ۲۸۰۴ نفر جمعیت دارد.